# Dingyuan
El Dingyuan (xinès tradicional: 定遠; xinès simplificat: 定远; pinyin: Dìngyǔan) va ser un cuirassat xinès i el vaixell insígnia de la flota Beiyang Imperial. El seu nom tradicionalment es lletrejava Ting Yuen o Ting Yuan en textos antics. El seu vaixell bessó era el Zhenyuan.

## Disseny
El Dingyuan tenia un disseny de «vaixell cuirassat amb torretes». Era reconegut com un dels cuirassats més avançats del seu temps, tan bo o millor que qualsevol altre vaixell de les flotes del Regne Unit i Alemanya quan va ser construït. El vaixell, construït a Alemanya i de 7.335 tones quan estava carregat, fou enfonsat per la flota japonesa durant la primera guerra sinojaponesa.

## Armament
L'armament principal constava de 4 canons Krupp de 305 mm de calibre en dos parapets, un a babord i l'altre a estribord, ubicats a la part davantera del vaixell. Aquestes armes tenien un abast de 7,8 quilòmetres, disparant els projectils a una velocitat de sortida de 500 metres per segon. Als extrems de popa i proa també hi havia instal·lats en unes torretes uns altres dos canons Krupp de 105 mm de calibre. Aquests tenien un abast d'11.000 metres. L'armament també incloïa 6 canons de 37 mm i 3 tubs llança-torpedes per damunt de la línia de flotació. La tripulació completa estava format per uns 363 oficials i mariners.
El Dingyuan també duia a bord dues llanxes torpede, augmentant així la seva distància d'atac i la seva efectivitat en combat. Per satisfer les necessitats del vaixell, es van instal·lar 30 dessaladores que podien cobrir les necessitats d'aigua potable per a 300 persones.

## Reconstrucció
Per commemorar aquest període històric, l'Oficina Portuària de Weihai i el Grup Wigao van invertir 50 milions de yuan (6 milions de dòlars) en la construcció d'una rèplica a escala 1:1 del Dingyuan. La construcció va començar el 20 de desembre de 2003. La còpia del Dingyuan ara és un museu flotant, que conté registres del Dingyuan, la flota Beiyang, la primera guerra sinojaponesa i exhibicions sobre la vida al mar.